# Ochotnicza Straż Pożarna w Śremie

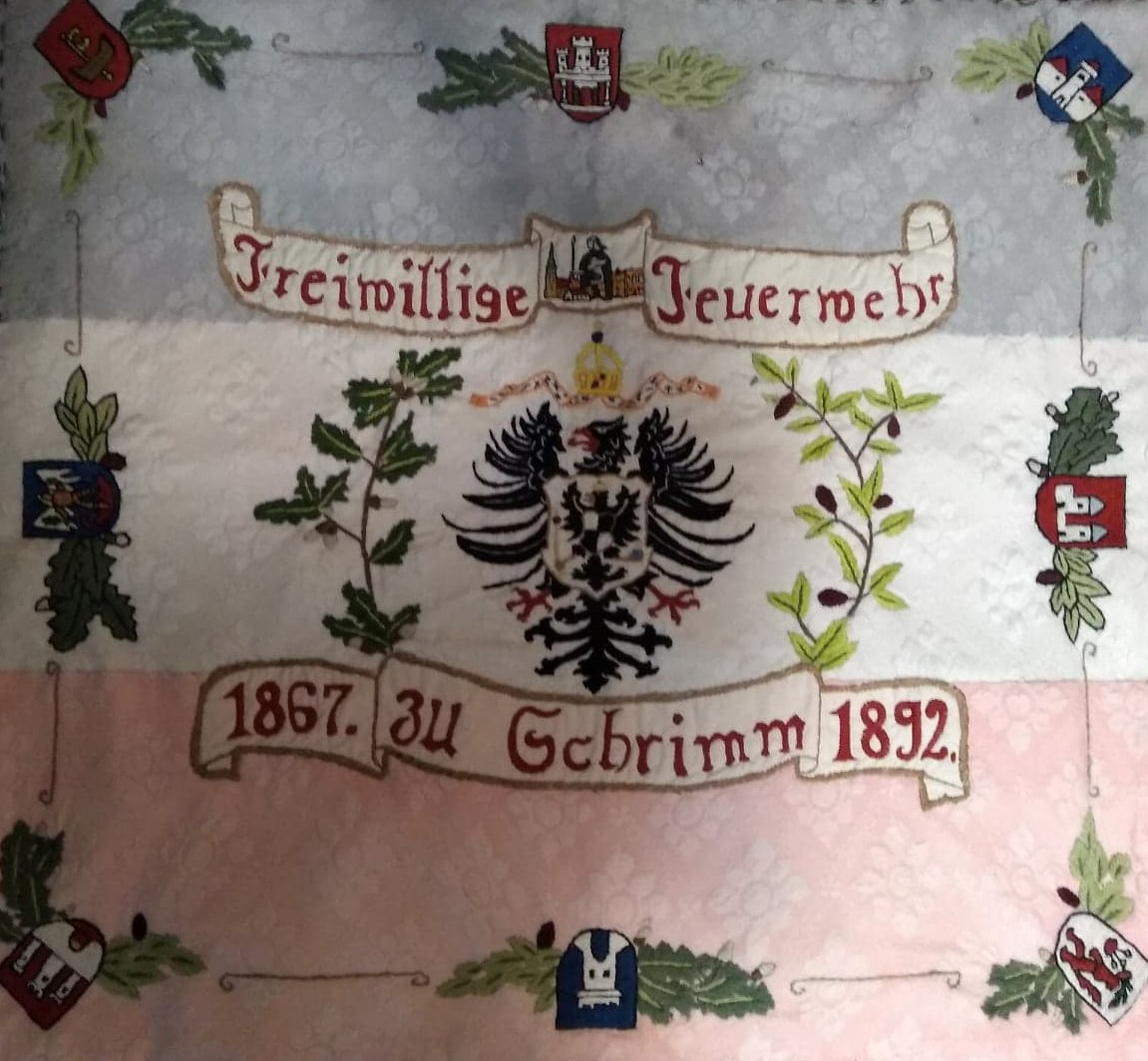
Sztandar OSP Śrem z 1892, znaleziony w Austrii przez śremskich strażaków OSP. Widoczne herby Śremu, Mosiny, Książa Wielkopolskiego, Zaniemyśla, Nowego Miasta nad Wartą, Kórnika, Dolska i Bnina.

Ochotnicza Straż Pożarna w Śremie – jednostka ochotniczej straży pożarnej w Śremie, założona 12 lipca 1801 z rozkazu Fryderyka Wilhelma III, przekształcona w stowarzyszenie 16 września 1867 roku. Dała początek Zawodowej Straży Pożarnej wraz z Komenda Powiatową. Jest to najstarsza OSP w Polsce. Od 2022 jest to jednostka S3.

## Naczelnicy
- Teofil Smolibocki (1867-1874)[4]
- Otto Boldin (1874-1884)[4]

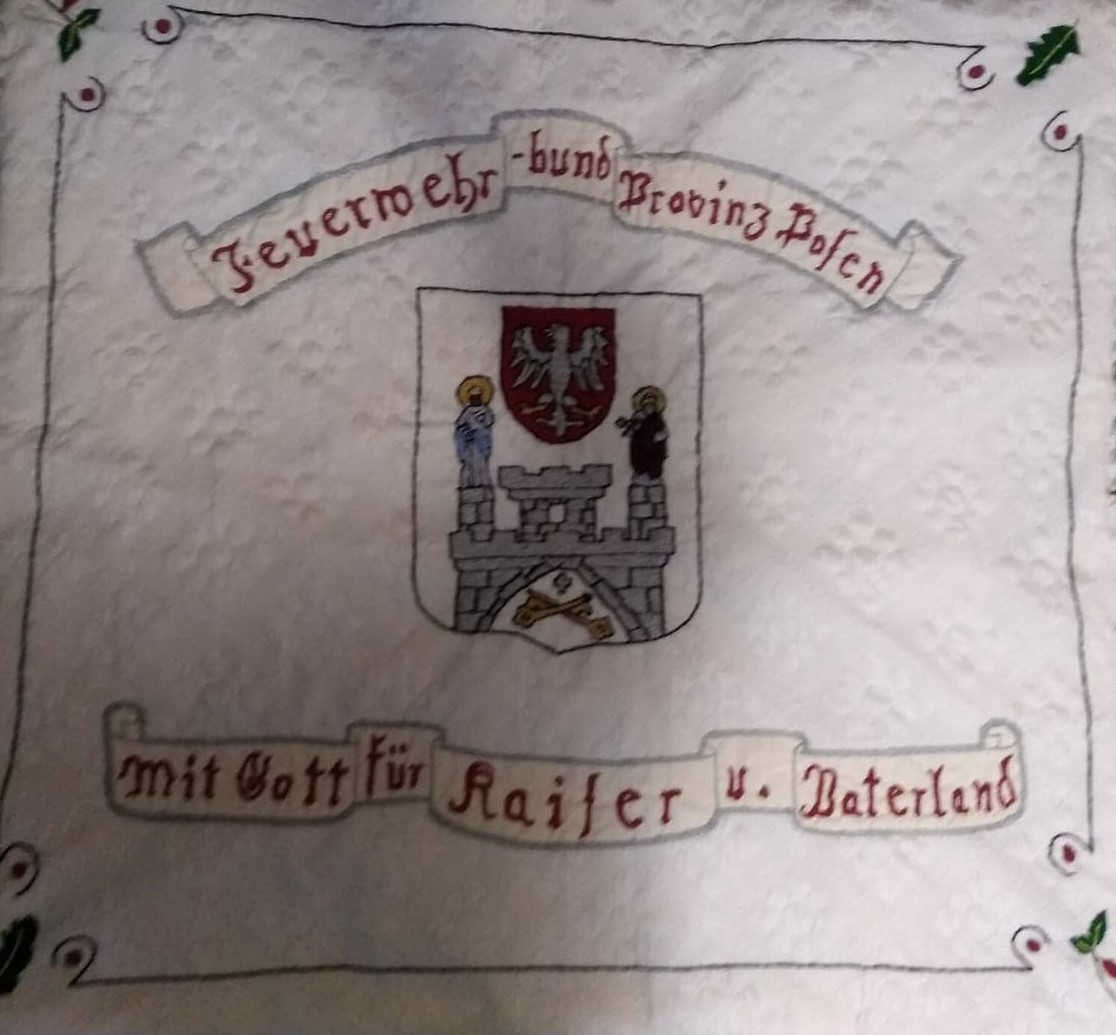
Tylna strona sztandaru z 1892. Pośrodku widoczny herb Poznania.

- Teofil Smolibocki (1884-1899) - ponownie[4]
- Maciej Nawrot (1899-1909)[4]
- Arnold Kochanowski (1909-1910)[4]
- Apolinar Ernst (1910-1916)[4]
- Paul Pfeiffer (1916-1919)[4]
- Jakub Homan (1919-1925)[4]
- Franciszek Ławicki (1925-1936)[5]
- Julian Olejniczak (1936-1937)[4]
- Jan Sądowski (1937-1939)[4]
- Stefan Raszewski (1945-1956)[5]
- Stanisław Adamski (1956-1964)[4]
- Czesław Skotarczak (1964-1981)[4]
- Marian Dłużewski (1981-1991)[4]
- Grzegorz Niwiński (1991-2013)[4]
- Robert Roszak (2013-2016)[4]
- Sławomir Gołębiowski (2016-2021)[4]
- Norbert Potocki (od 2021 r.)[1]

## Prezesi
- Władysław Ramus (1935)[4]
- Tadeusz Cofta (1935-1939) i (1945-1953)[4]
- Franciszek Ławicki (1953-1960)[4]
- Tadeusz Cofta (1960-1962) - ponownie
- Stanisław Skotarczak (1962-1978)[4][6]
- Edward Koszuta (1978-1981)[4]
- Kazimierz Beszterda (1981-1999)[4]
- Kazimierz Sękowski (1999-2009)[4]
- Arkadiusz Bąkowski (2009-2013)[4]
- Arkadiusz Przepiórka (2013-2016)[4]
- Robert Roszak (od 2016)[4]